# Viliam Judák
Viliam Judák (Harvelka, 9 de novembro de 1957) é o Bispo diocesano de Nitra, Eslováquia. Ele era um padre em Nitra, onde ganhou um Th.D. em 1991, foi reitor do seminário de St. Gorazd em Nitra (1996-2001) e reitor da Universidade Comenius em Bratislava (2001-2004). Ele é um acadêmico com especialidades na antiguidade cristã e na história da igreja medieval eslovaca e é autor de várias monografias no campo da história da igreja e de muitos livros, artigos e publicações. Ele fala alemão e italiano.
Ele foi ordenado em 16 de junho de 1985 em Nitra, e feito bispo pelo Papa Bento XVI em 9 de junho de 2005. Desde 2006, ele é o vice-presidente da Conferência Episcopal Eslovaca. Dentro da KBS, ele também atua como presidente da Comissão para o Clero, Subcomissão para o diaconado permanente, Subcomissão de música, Comissão litúrgica e o conselho para a história.